# Perro pila

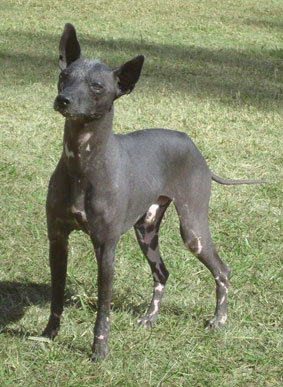
Perro Pila Argentino, de 37 cm de altura a la cruz.

El Perro pila es el nombre genérico  con el que se conoce en algunas partes de Latinoamérica (especialmente en Argentina) a los individuos de perros sin pelo, de razas originarias del imperio Inca. 
Es un perro cuya principal característica es la carencia general de pelo. Algunos ejemplares presentan pequeñas cantidades de pelo, en la cola, en la cabeza, y en las patas. Es una linaje precolombino. Existen también representantes de diferentes razas en México, donde recibe el nombre de Xoloitzcuintle; en Perú, donde se le llama Perro sin pelo del Perú, Chimú, chimoc o chimo; en Ecuador, en Bolivia, en el norte de Chile, y en el noroeste de la Argentina donde se le llama perro pila.